# 快捷半导体

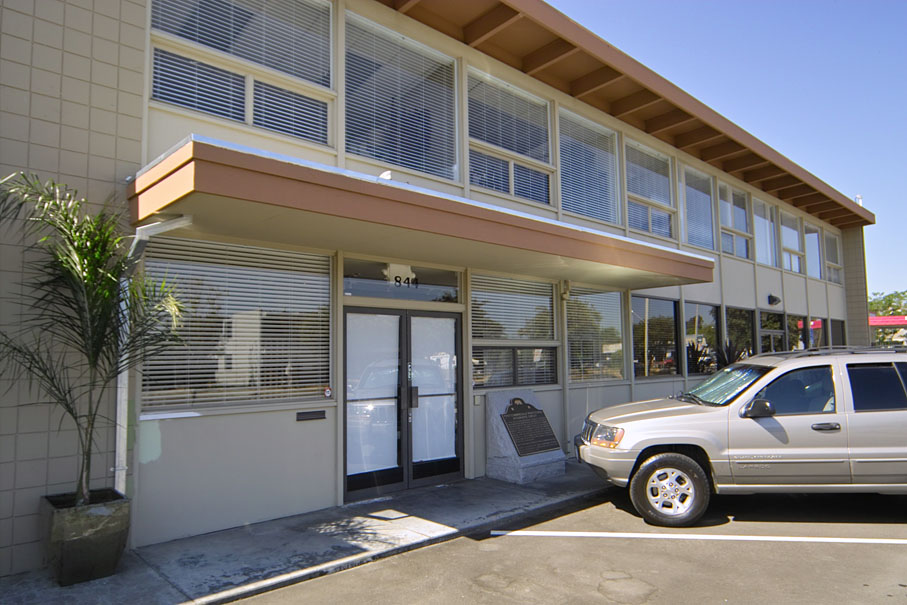
快捷最初的老辦公室

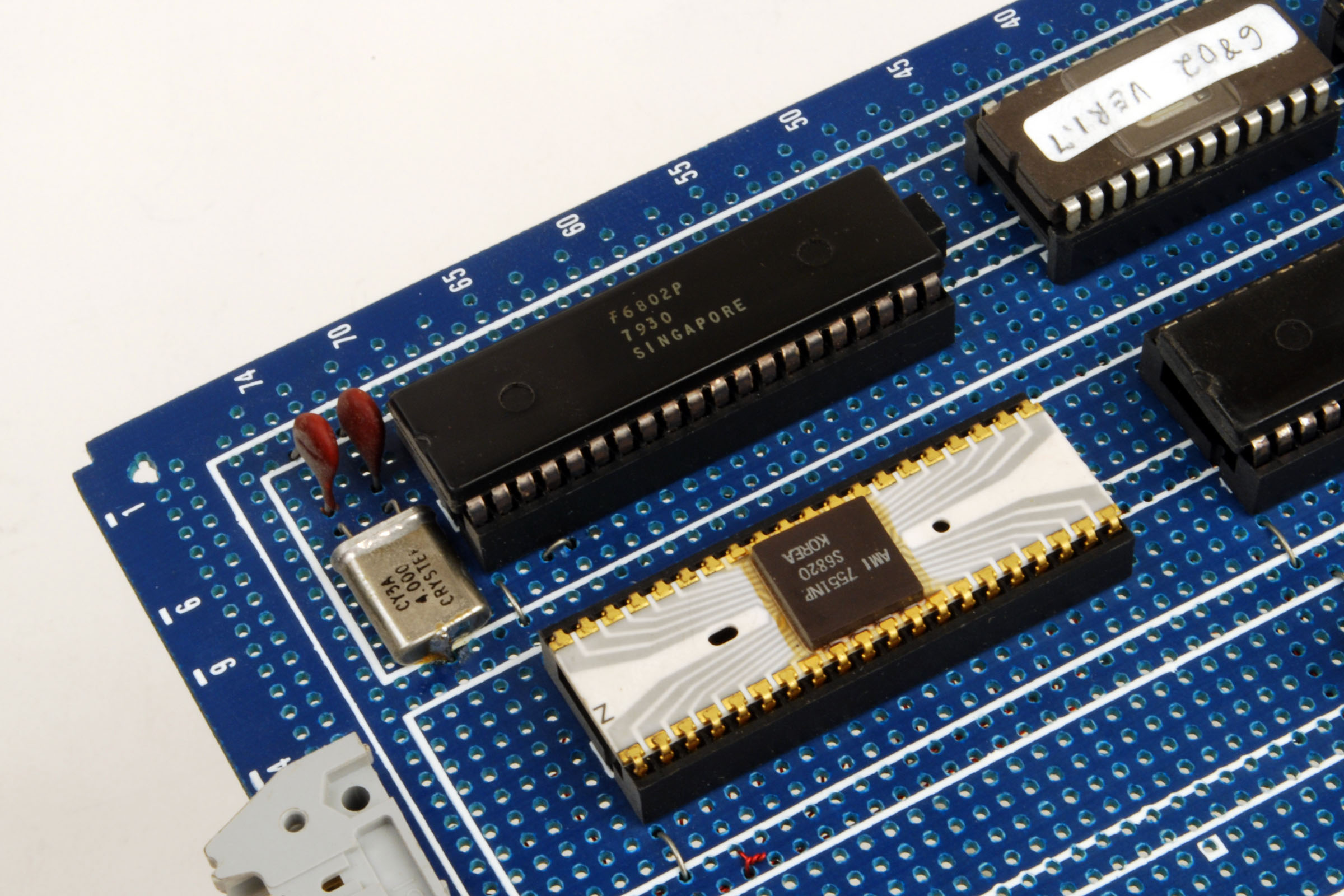
快捷6802晶片

快捷半導體（英語：Fairchild Semiconductor），是美國的一家半導體設計與製造公司，總部曾設在桑尼維爾。曾經開發了世界上第一款商用集成電路（略微領先於德州儀器公司）。當前半導體行業的重要公司英特爾、AMD等的創始人都來自此公司。快捷半導體公司在矽谷的發展史上佔有重要的位置。

## 簡史

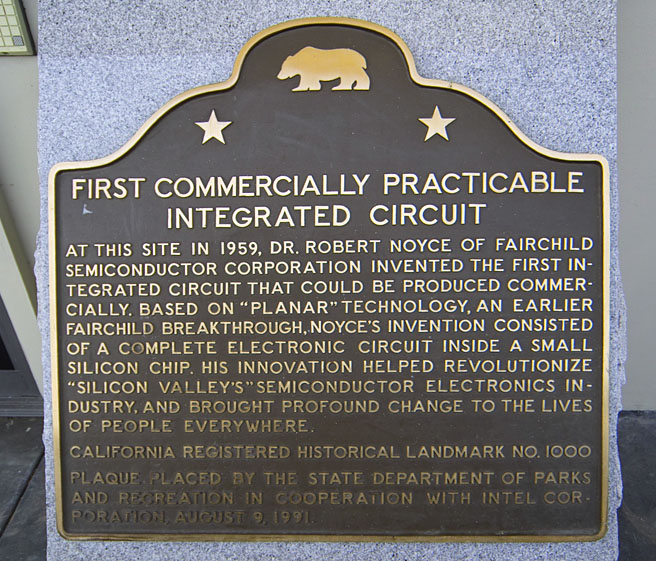
位於快捷半導體公司大廈外的歷史性標記，這裡就是八叛逆設立商店並發明第一個商業實用集成電路的地方

1955年，“晶體管之父”威廉·肖克利（William Bradford Shockley）離開贝尔实验室，創建肖克利半導體實驗室（Shockley Semiconductor Laboratory）。他吸引了很多富有才華的年輕科學家加盟。但是很快，肖克利的管理方法和怪異行為引起員工的不滿。其中八人決定一同辭職，他們是羅伯特·諾伊斯、高登·摩爾、朱利亞斯·布蘭克、尤金·克萊爾、金·赫爾尼、傑·拉斯特、謝爾頓·羅伯茨和维克多·格里尼克。後來他們被肖克利稱為“八叛逆”。八人接受位於紐約的仙童攝影器材公司資助，於1957年創辦了快捷半導體公司。
快捷半導體公司初期研究和生產晶體管。他們率先提出了商業化生產集成電路的方法。在此後的十年中，在這一領域保持了技術上的優勢，業務飛速增長。1960年代後期，由於嚴重的人才流失，快捷半導體公司失去了技術領先的地位，業績大幅下滑。後幾經轉賣和重組。快捷半導體公司的目前的主要產品是功率半導體器件，用於開關電源等應用。
2015年11月18日，安森美半導體以每股20美元，斥資24億美元現金收購快捷半導體公司。
2016年4月10日，快捷半導體的美國總部從聖何塞搬遷到桑尼維爾。同年9月企業被安森美收購。

## 外部連結

### 官方網站
- （英文）（日語）（简体中文）快捷半導體公司 官方網站
- （简体中文）飞兆工程师博客中文版

### 相關網站
- （简体中文）矽谷人才搖籃：仙童半導體公司沉浮 （页面存档备份，存于）